# Polyorycta haemorrhoida
Polyorycta haemorrhoida är en fjärilsart som beskrevs av Moore. Polyorycta haemorrhoida ingår i släktet Polyorycta och familjen nattflyn. Inga underarter finns listade i Catalogue of Life.